# María de Santo Domingo
María de Santo Domingo, la Beata de Aldeanueva o la Beata de Piedrahíta (1480<86 en Aldeanueva de Santa Cruz, Ávila - c. 1524) fue una mística y religiosa española de gran influencia en la Monarquía Hispánica durante el primer cuarto del siglo XVI. Entonces se llamaba "beatas" a ciertas mujeres piadosas que vivían apartadas del mundo y que a menudo gozaban de en una aureola de santidad.

## Biografía
Nacida en Aldeanueva de la Sierra (actualmente Aldeanueva de Santa Cruz), una las tres hijas de devotos labriegos, fue acogida en el hogar de su tía paterna, que no tenía hijos, en Piedrahíta. Visionaria desde temprana edad mostró signos de piedad inusual, comenzando así una vida de caridad y duras penitencias.[cita requerida]
Entre 1502 y 1504, ya adolescente, tomará el hábito de terciaria dominica y el nombre de Sor María de Santo Domingo, convirtiéndose, por tanto, en beata. Permaneció durante un corto periodo de tiempo en el convento dominico de Piedrahíta, poco después se trasladó al beaterio de Santa Catalina en Ávila, donde vive hasta que en 1507 lo abandona «por discrepancias con las monjas o, según alegaron después ella y sus defensores, por la persecución de la que era objeto», después se trasladó al convento de Santo Tomás de Ávila, siendo ya famosa por sus experiencias místicas. Tenía una personalidad carismática y aseguró haber tenido varias apariciones de la Virgen y del Salvador. La beata afirmó que Cristo estaba con ella, que ella era Cristo, que ella era la novia de Cristo, afirmaciones paralelas a las efectuadas por Santa Teresa. Durante horas permanecía en éxtasis místicos, sin moverse. Sus brazos y piernas, rígidamente extendidos, se fundían en los brazos de la divinidad. Pese a no tener formación académica, se la consideraba al mismo nivel que los más reputados teólogos de la época; su luz sobrenatural compensaba su falta de formación.[cita requerida]
En Ávila, el provincial de los dominicos, Diego Magdaleno, la envió a Toledo en 1507 a inspeccionar las casas de la Orden y a iniciar reformas ascéticas, medida que chocó por su incorrección al historiador dominico Beltrán, en 1939. A Fernando II de Aragón le llegaron noticias de sus hechos y la llamó a su Corte en Burgos, donde la Beata permaneció de 1507 a 1508, impresionando al Rey y a sus cortesanos. En la Corte conoció también al Cardenal Cisneros. Por otro lado, la Beata escandalizó y desconcertó a muchos de sus contemporáneos, que la acusaron de propagar fraudes y de egolatría. Calificaron sus éxtasis de conductas lascivas. Algunos teólogos, entre ellos Tomás Cayetano, sospechaban que el diablo la inspiraba, y no la divinidad. Cayetano, general de los dominicos, limitó sus visitas a los frailes de su orden, quienes venían reclamando reformas ascéticas en la orden y tenían a la Beata como portavoz. El Duque de Alba, uno de cuyos palacios estaba en frente del convento de los dominicos en Piedrahíta, se interesó por el asunto. Se vertieron graves acusaciones acerca de la ortodoxia de la Beata, que desembocaron en cuatro procesos, de 1508 a 1510. 
La Beata María de San Domingo recibía a mucha gente en su celda, pero también salía. Frecuentaba los salones del duque de Alba, en los que se interesó especialmente por el ajedrez y las damas, porque el movimiento de las fichas le recordaban el camino del hombre hacia Dios a través de la penitencia. Años después de su visita a Fernando el Católico, le envía un mensaje en que le profetiza que conquistará Jerusalén, pero el rey muere unos días más tarde. A pesar de todo, según Joseph Pérez, "sus arrebatos y sus revelaciones son la admiración de todos: cuando comulga, ve a Jesús en la hostia; se imagina a sí misma con un anillo al dedo, símbolo de su matrimonio místico con Jesús. A veces su conducta resulta desconcertante: muchas veces recibe por la noche, en su cama; los visitantes se sientan sobre la cama o junto a ella; se habla de bailes místicos; salen a la luz actitudes turbadoras: besos, abrazos y caricias con los que acuden a visitarla durante sus éxtasis..." Cuando es procesada por un tribunal eclesiástico el nuncio del Papa y el cardenal Cisneros testimonian en su favor y es absuelta. Esta conducta desconcertante hace que sea considerada por algunos investigadores como alumbrada.

## Obras
María de Santo Domingo no escribió nada realmente, pero como tantas otras mujeres escritoras utilizó el dictado para transmitir sus experiencias místicas. Las obras que se conservan son: el Libro de la Oración y las Revelaciones. Sobre la escritura de estas dos obras, se desconoce quien plasmó la voz de la Beata en el papel, algunos investigadores apuntan a sus dos grandes apoyos; el padre Vitoria, confesor, defensor y discípulo de la terciaria y Antonio de la Peña.

### Libro de la Oración
Este libro es un compendio de la doctrina de la terciaria dominica. Debió ser compuesta entre 1512 y 1518, se desconoce el nombre del copilador. Dentro del libro se pueden apreciar dos partes claramente diferenciadas. La primera consta de un prólogo, una dedicatoria al cardenal Adriano Florensz, una larga explicación sobre las enseñanzas de la beata y una breve hagiografía, además incluye los criterios que ha seguido el copilador para la confección del libro. La segunda parte, corresponde a los textos mismos de la beata, divididos en cuatro apartados: dos visiones, una respuesta en rapto y una correspondencia espiritual. 

### Revelaciones
El libro de las Revelaciones fue un texto que se descubrió en 1942 en la Biblioteca Capitular y Colombina, en Sevilla, un manuscrito que recogía una serie de revelaciones atribuidas a la Beata. El códice es 83-3-16 núm. 82-2, y las revelaciones aparecen en los folios 246r-258r. Las Revelaciones forman un compendio de «enseñanzas» sobre la oración y distintas actividades espirituales. En este sentido son numerosas las ocasiones en las que Cristo habla por la beata y expone sus enseñanzas. En el presente libro abundan las referencias al Evangelio y al Apocalipsis. 

### Obras propias
- Libro de la oración de Sor María de Santo Domingo, ed. facsímil con un estudio de José Manuel Blecua, Madrid, Hauser y Menet, 1948. Copia digital en la web de BIESES, http://www.bieses.net/
- Revelaciones, María de Santo Domingo, (ed.) Rebeca Sanmartín y María Luengo, Papers of the Medieval Hispanic Research Seminar 74, Londres, Queen Mary, University of London, 2014.

### Sobre María de Santo Domingo
- Bibliografía completa en Base de datos BIESES: http://www.bieses.net
- Cortés Timoner, Mª del Mar, Sor María de Santo Domingo (1470/86-1525), Madrid, Biblioteca de Mujeres 57, Ediciones del Orto, 2004.
- – Las primeras escritoras en lengua castellana, Barcelona, Universidad de Barcelona, 2015.
- Muñoz Fernández, Ángela, "María de Santo Domingo, beata de Piedrahita. Acercar el cielo a la tierra", La escritura femenina. De leer a escribir II, Laya 19, Asociación cultural Al-Mudayna, Madrid, 2000.
- Sanmartín Bastida, Rebeca, La Representación de las místicas: Sor María de Santo Domingo, Santander, Real Sociedad Menéndez Pelayo, 2012.
- – 2013a. “La construcción de la santidad en María de Santo Domingo: la imitación de Catalina de Siena”, Ciencia Tomista, 140: 141–59.
- – 2013b, “Santa Teresa y la herencia de las visionarias del Medievo, de las monjas de Helfta a María de Santo Domingo”, Analeta Malacitana, 36: 275–87.
- Satre Varas, Lázaro, «Fray Jerónimo de Ferrara y el círculo de la Beata de Piedrahita» en la figura de Jerónimo Savonarola O. p. y su influencia en España y Europa, ed. Julia Benavent, Inés Rodríguez y Daniel Weinstein, Firence, Ediczioni del Gulluzzco, 2004, 169-195.
- Surtz, Ronald E, Writing Women in Late Medieval and Early Modern Spain: The Mothers of Saint Theresa of Avila, Philadephia: University of Philadelphia Press, 1995.
- – "Imágenes musicales en el "Libro de la Oración" (¿1518?) de Sor María de Santo Domingo", en Actas del IX Congreso de la Asociación Internacional de Hispanistas 18-23 agosto 1986, Berlín, Frankfurt am Main, Vervuert, 1989, pp. 563-570.

- Datos: Q3850637